# 올림픽 로디지아 선수단
남로디지아는 1928년 올림픽 게임에 로디지아라는 이름으로 처음 참가했는데, 당시 두 명의 권투 선수가 암스테르담으로 파견됐지만 두 사람 모두 두 번째 시합에서 탈락했다. 자치령은 1960년 로디지아 니아살랜드 연맹의 일원으로 14명의 선수 대표단을 파견할 때까지 로디지아 깃발 아래 올림픽에 모습을 드러내지 않았다. 로마에서는 두 명의 선원 앨런 데이비드 버틀러(Alan David Butler)와 크리스토퍼 베반(Christopher Bevan)이 4위에 올랐는데, 이는 1980년 짐바브웨가 될 때까지 로디지아 최고의 성적이었다. 남로디지아는 로디지아 깃발이 등장한 마지막 대회였던 1964년 하계 올림픽에 필드 하키 팀을 포함해 29명의 경쟁자를 보냈다.
1965년 이언 스미스(Ian Smith) 총리는 소수 백인이 정부를 장악할 수 있도록 하는 일방적 독립을 선언했다. 영국은 로디지아의 1968년 하계 올림픽 초청을 거부하도록 멕시코 정부에 압력을 가했고, 아프리카의 올림픽 보이콧 제안을 지지하여 궁극적으로 로디지아의 올림픽 참가를 막았다.
국제 올림픽 위원회(IOC)는 1971년에 과거 영국의 식민지로 있다가 소수 백인 정권의 일방적인 독립 선언으로 인하여 국제적인 승인을 받지 못한 로디지아에 대해 옛 영국령 남로디지아 식민지 대표로 등록할 것, 옛 영국령 남로디지아 식민지의 기와 영국의 국가를 사용할 것, 백인 이외에 흑인을 비롯한 여러 인종들로 구성된 선수단을 파견할 것을 조건으로 1972년 뮌헨 하계 올림픽 참가를 허용하는 안건을 승인했다. 그러나 대회 개막을 앞둔 상황에서 아프리카 국가들이 인종 차별 정책을 시행하고 있던 로디지아가 참가하면 해당 대회를 보이콧하겠다고 위협함에 따라 국제 올림픽 위원회는 1972년 8월 22일에 열린 회의를 통해 찬성 36표, 반대 31표, 기권 3표로 로디지아의 1972년 뮌헨 올림픽 참가 자격을 박탈하기로 결정했다. 국제 올림픽 위원회는 1975년 5월 22일에 스위스 로잔에서 열린 총회를 통해 로디지아의 스포츠계에서 자행되고 있는 인종 차별 행위를 규탄하기 위한 차원에서 로디지아를 국제 올림픽 위원회에서 축출하자는 안건을 찬성 41표, 반대 26표로 가결했다.
로디지아는 동계 올림픽에 참가한 적이 없으며 로디지아의 어떤 경쟁자도 올림픽 메달을 획득한 적이 없다. 하지만 1972년까지 패럴림픽에 계속 참가할 수 있었고 여러 차례 시상대에 올랐다.

## 대회별 메달 집계

### 하계 올림픽 메달 집계
| 경기                | 선수                  | 금                    | 은                    | 동                    | 합계                  | 순위                  |
| 1928년 암스테르담   | 2                     | 0                     | 0                     | 0                     | 0                     | –                     |
| 1932년 로스앤젤레스 | 불참                  | 불참                  | 불참                  | 불참                  | 불참                  | 불참                  |
| 1936년 베를린       |                       |                       |                       |                       |                       |                       |
| 1948년 런던         |                       |                       |                       |                       |                       |                       |
| 1952년 헬싱키       |                       |                       |                       |                       |                       |                       |
| 1956년 멜버른       |                       |                       |                       |                       |                       |                       |
| 1960년 로마         | 14                    | 0                     | 0                     | 0                     | 0                     | -                     |
| 1964년 도쿄         | 29                    | 0                     | 0                     | 0                     | 0                     | -                     |
| 1968년 멕시코시티   | 불참                  | 불참                  | 불참                  | 불참                  | 불참                  | 불참                  |
| 1972년 뮌헨         |                       |                       |                       |                       |                       |                       |
| 1976년 몬트리올     |                       |                       |                       |                       |                       |                       |
| 1980년 ~            | 짐바브웨 (ZIM)의 일부 | 짐바브웨 (ZIM)의 일부 | 짐바브웨 (ZIM)의 일부 | 짐바브웨 (ZIM)의 일부 | 짐바브웨 (ZIM)의 일부 | 짐바브웨 (ZIM)의 일부 |
| 합계                | 합계                  | 0                     | 0                     | 0                     | 0                     | -                     |

## 같이 보기
- 올림픽 짐바브웨 선수단